# Бела Кірай
Бе́ла Кі́рай (угор. Király Béla; 14 квітня 1912, місто Капошвар — 4 липня 2009, місто Будапешт) — угорський військовий діяч та історик, головнокомандувач Національною гвардією під час Угорської революції 1956 року.

## Біографія
Народився Бела Кірай 14 квітня 1912 року у місті Капошвар, у родині начальника залізничної станції. 1935 року закінчив військову академію Людовіки, де навчався за кошти комітату Шомоді. Після навчання служив лейтенантом у 6-му піхотному полку імені Лайоша Великого, з 1939 року — у 10-му Капошварському артилерійському полку хортистської армії. У 1940—1942 роках навчався в академії Генерального штабу, після закінчення якої служив капітаном у міністерстві оборони. Після незначного часу був направлений до окупаційної 2-ї армії і служив на території України. Брав участь у порятунку українських євреїв, через що 1993 року Національним інститутом пам'яті жертв Холокосту та єврейського опору «Яд Вашем» був нагороджений почесним званням «Праведник миру».
1944 року служив у штабі 8-ї резервної дивізії, у жовтні того ж року тимчасово був переведений до 1-ї армії, яка вела бої на Прикарпатті. У березні 1945 року очолив загін, який обороняв місто Кьосег від радянської армії. Потрапив до радянського полону, етапований до СРСР, але влітку 1945 року зміг втекти та повернутись додому. За війну був нагороджений угорським Офіцерським хрестом з мечами (1945) та німецькими Залізними хрестами І та ІІ класів.
У серпні 1945 року вступив до Угорської комуністичної партії. Пройшов перевірку та повернувся до армії, у грудні отримав звання майора. 1946 року став начальником штабу дивізії, отримав звання підполковника. Після приходу до влади комуністів 1947 року швидко піднявся кар'єрними сходами, спочатку став начальником відділу військової підготовки міністерства оборони, з 1948 року — заступник командувача сухопутних військ, з 1949 року — вже командувач, з 1950 року — начальником вищих командних курсів, з вересня того ж року — начальником Військової академії імені Міклоша Зріньї у званні генерал-майора. За час служби був нагороджений орденом Угорської республіки та Офіцерським хрестом.
1951 року був заарештований у звинуваченнях в шпигунстві, у січні 1952 року йому винесли вирок смертну кару, але пізніше його замінили на посмертне ув'язнення. У вересні 1956 року був звільнений і переведений до шпиталю.
У жовтні 1956 року став очільником повстанських сил у Будапешті, які виступали проти радянського режиму. З 30 жовтня співголова Комітету революційних збройних сил, який керував повстанськими формуваннями. Був прибічником радикальних дій проти режиму. З 31 жовтня став членом Революційного комітету оборони та військовим комендантом Будапешта. 1 листопада створив комісію з реабілітації ув'язнених військових. З 3 листопада — головнокомандувач Національною гвардією, очолив повстання проти радянських військ, які увійшли до столиці Угорщини 4 листопада. Його штаб був перенесений спочатку за місто, а пізніше до Надьковачі. Через нерівні сили повстанці відступили, а Кірай втік до Австрії.
Будучи в еміграції з січня 1957 року був заступником голови Угорської революційної ради у Страсбурзі, потім переїхав до США, де створив Угорський комітет, а у квітні 1957 року — Асоціацію борців за свободу. У червні 1958 року на батьківщині йому заочно винесли вирок смертну кару, позбавили угорського громадянства. До 1966 року активно брав участь у політичному житті угорської еміграції, потім займався наукою та викладацької діяльністю. Закінчив Колумбійський університет, отримав звання доктора історичних наук. Став заслуженим професором військової історії в Бруклінському коледжі Нью-Йоркського міського університету. Написав низку праць з військової справи та історії.
Після падіння комуністичної влади в Угорщині Бела Кірай був реабілітований, йому повернули громадянство та надали звання генерал-полковника. У 1990-1994 роках був депутатом Державних зборів Угорщини, потім став урядовим радником. 1991 року отримав звання почесного доктора військових наук Національного військового університету «Міклош Зріньї», з 2004 року був членом-кореспондентом Угорської академії наук.